# Carl Ludwig Junker
Carl Ludwig Junker (Kirchberg an der Jagst, 3 de agosto de 1748-Ruppertshofen, 30 de mayo de 1797) es un compositor, teórico, pedagogo y teólogo alemán.

## Biografía
Carl Ludwig Junker nació el 3 de agosto de 1748 en Kirchberg an der Jagst.
Pasó su primera infancia en la corte de Hohenlohe-Kirchberg, en el sur de Alemania, donde su padre era consejero de la corte y su padrino, Johann Valentin Tischbein, un pintor de la corte. Se educó junto al hijo del príncipe, tomó lecciones de música y arte, antes de estudiar teología.
Partidario del sentimentalismo, publicó en particular, en Berna, en 1776, un folleto titulado Zwanzig Componisten, eine Skizze («Boceto sobre veinte compositores») en el que criticaba un elemento de la música «moderna» representada por Joseph Haydn.
También se publicaron dos conciertos para el mismo instrumento, compuestos por Junker. Además, compuso veinticuatro sinfonías (todas perdidas), trece piezas para piano y varias obras vocales.
Murió el 30 de mayo de 1797 en Ruppertshofen.

## Publicaciones
- Einige der vornehmsten Pflichten eines Kapellmeisters oder Musikdirektors, Winterthur, Edit. Steiner, 1782
- Tonkunst; Berna, 1777
- Compuestos de Zwanzig; Berna, 1776
- Portafolio de Musikliebhaber; Leipzig, Berna, 1792
- Grundsätze der Mahlerey; Zúrich, 1775, Orell
- Betrachtungen über Mahlerey, Ton-und Bildhauerkunst ; Basilea, 1778, Serini
- Über den Werth der Tonkunst, Bayreuth, Edit. Lübeck, 1786
- Erste Grundlage zu einer ausgesuchten Sammlung neuer Kupferstiche Bern, 1776
- Jupiter, eine Antike; Núremberg, 1788, Grattenauer